# De l'amour (chanson d'Urgence Homophobie)
Pour les articles homonymes, voir De l'amour.
De l'amour est le premier single de l'association Urgence Homophobie, écrit et composé par Patxi Garat. Il sort en téléchargement légal le 19 décembre 2018. Toutes les recettes de la chanson sont reversées à l'association pour les aider dans leur lutte contre l'homophobie,.
La pochette du single représente le portrait de toutes les personnalités francophones y ayant participé ainsi que le visage tuméfié d'un jeune homme au centre, en arrière-plan.

## Histoire
Le 18 décembre 2018, lancée par l'agence FF Paris, une campagne digitale portée par le hashtag #LeurHistoireMonHistoire, est apparue sur les réseaux sociaux, relayée par plusieurs personnalités. Visant à dénoncer les violences homophobes, elles y révèlent des témoignages d'agressions de rue survenues dans l’année provenant de la campagne d'Urgence Homophobie. Le hashtag est resté en Trending Topic sur Twitter pendant 48h.
Le lendemain, le clip et la chanson sont mis en ligne sur les différentes plateformes.

## Thème et composition
Écrite et composée par Patxi Garat,, cette chanson est un message d'amour et d'apaisement, luttant contre l'homophobie, en racontant l'histoire d'Amazat, le premier réfugié tchétchène homosexuel qui est accueilli en France par l'association Urgence Homophobie.

## Clip vidéo
- Réalisateur : Benoît Pétré
- Année de réalisation : 2018
- Lieu : Paris
- Durée : 03:40

- Description :

Le clip choral de la chanson, produit par Cousines & Dépendances et réalisé par Benoît Pétré, a été tourné pendant trois jours dans un hangar du 11e arrondissement de Paris et a mobilisé 120 techniciens. Il montre des scènes d'amour se mêlant à des scènes de violences : des plans sur les personnalités chantant assises côte à côte, un jeune homme frappé jusqu'au sang, des couples du même sexe s'embrassant, une femme transgenre se faisant cracher au visage, des membres de La Manif pour tous tenant des pancartes et des danseurs torses nus dont Germain Louvet.
Près de 70 personnalités, y apparaissent, regardant la caméra, en chantant ou en ne prononçant pas un mot.
Un appel aux dons, entièrement reversés à Urgence Homophobie, accompagne le clip.

## Diffusion
Urgence Homophobie s'est associée à France Télévisions pour un partenariat, qui a diffusé le clip la journée du 19 décembre sur toutes leurs chaînes,.

## Personnalités présentes
Au total, 72 personnalités francophones ont participé au clip et/ou à la chanson, dont :
- Alma
- Amir
- Maud Baecker
- Christophe Beaugrand
- Alex Beaupain
- Jonas Ben Ahmed
- Amel Bent
- Philippe Besson
- Anne-Élisabeth Blateau
- Romane Bohringer
- Alain Bouzigues
- Zabou Breitman
- Brigitte (Sylvie Hoarau, Aurélie Saada)
- Daphné Bürki
- Anne Caillon
- Laure Calamy
- Jil Caplan
- Cécile Cassel
- Stéfi Celma
- Camille Chamoux
- Karima Charni
- Hugo Clément
- Camille Cottin
- Valérie Damidot
- Paul Darbos
- Vanessa David
- Vincent Dedienne
- Pierre Deladonchamps
- Tim Dup
- Françoise Fabian
- Marc-Olivier Fogiel
- Élodie Frégé
- Patxi Garat
- Benjamin Gauthier
- Julie Gayet
- Guillaume Gouix
- Bilal Hassani
- Agnès Jaoui
- Joyce Jonathan
- Aurélie Konaté
- Pierre Lapointe
- Amanda Lear
- Karine Le Marchand
- Alice de Lencquesaing
- Emmy Liyana
- Camille Lou
- Élise Lucet
- Alex Lutz
- Giovanna Magrini
- Gwendal Marimoutou
- Guillaume Mélanie
- Emmanuel Moire
- Grégory Montel
- David Mora
- Anna Mouglalis
- Alysson Paradis
- Benoît Pétré
- Cristiana Reali
- Xavier Robic
- Muriel Robin
- Adrien Rohard
- Liliane Rovère
- Laurent Ruquier
- Fanny Sidney
- Albin de la Simone
- Laura Smet
- Sarah Stern
- Christiane Taubira
- Élisa Tovati
- Christophe Willem
- Julie Zenatti